# Malm, Helsingfors stad
Malm (finska Malmi) är ett distrikt och en stadsdel med järnvägsstation och Helsingfors-Malm flygplats i Helsingfors stad.
Delområden inom stadsdelen är Övre Malm, Nedre Malm, Rönnbacka, Tattaråsen, Malms flygfält och Rönninge.
Stadsdelar inom distriktet är Malm (utan Rönnbacka, Rönninge) och Staffansby (endast delområden Mosabacka, Staffansslätten).
Malm hörde under medeltiden till de största byarna i Helsinge socken. Området var landsbygdsbetonat tills man tog i bruk en järnvägsstation i Malm på Stambanan år 1870. Samhället Malm-Mosabacka grundades år 1915 och växte snabbt med en arbetardominerad befolkning. Malm blev Helsinge kommuns administrativa centrum och var det fram till år 1946 då Malm inkorporerades med Helsingfors. På 1960-talet kom de första höghusen, men först på 1980-talet började man bygga det nuvarande Malms centrala delar. 
Malms begravningsplats, den största i Helsingfors, grundades år 1890 och har utvidgats flera gånger. Helsingfors-Malm flygplats byggdes år 1936 och var Helsingfors huvudflygplats tills Helsingfors-Vanda flygplats öppnade år 1952. 
Malm är centrum för nordöstra Helsingfors. 

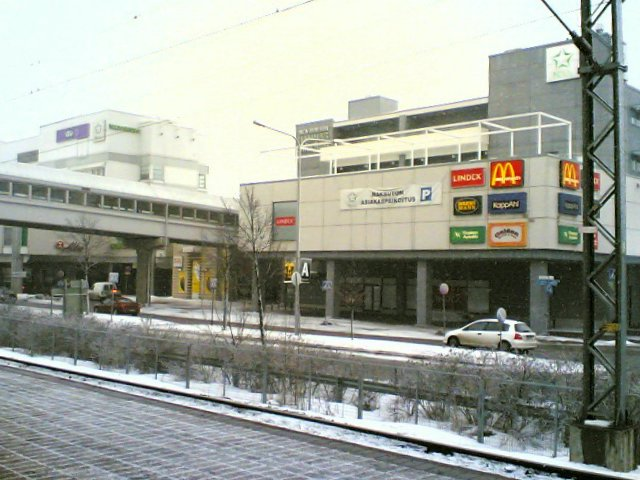
Malms köpcentrum

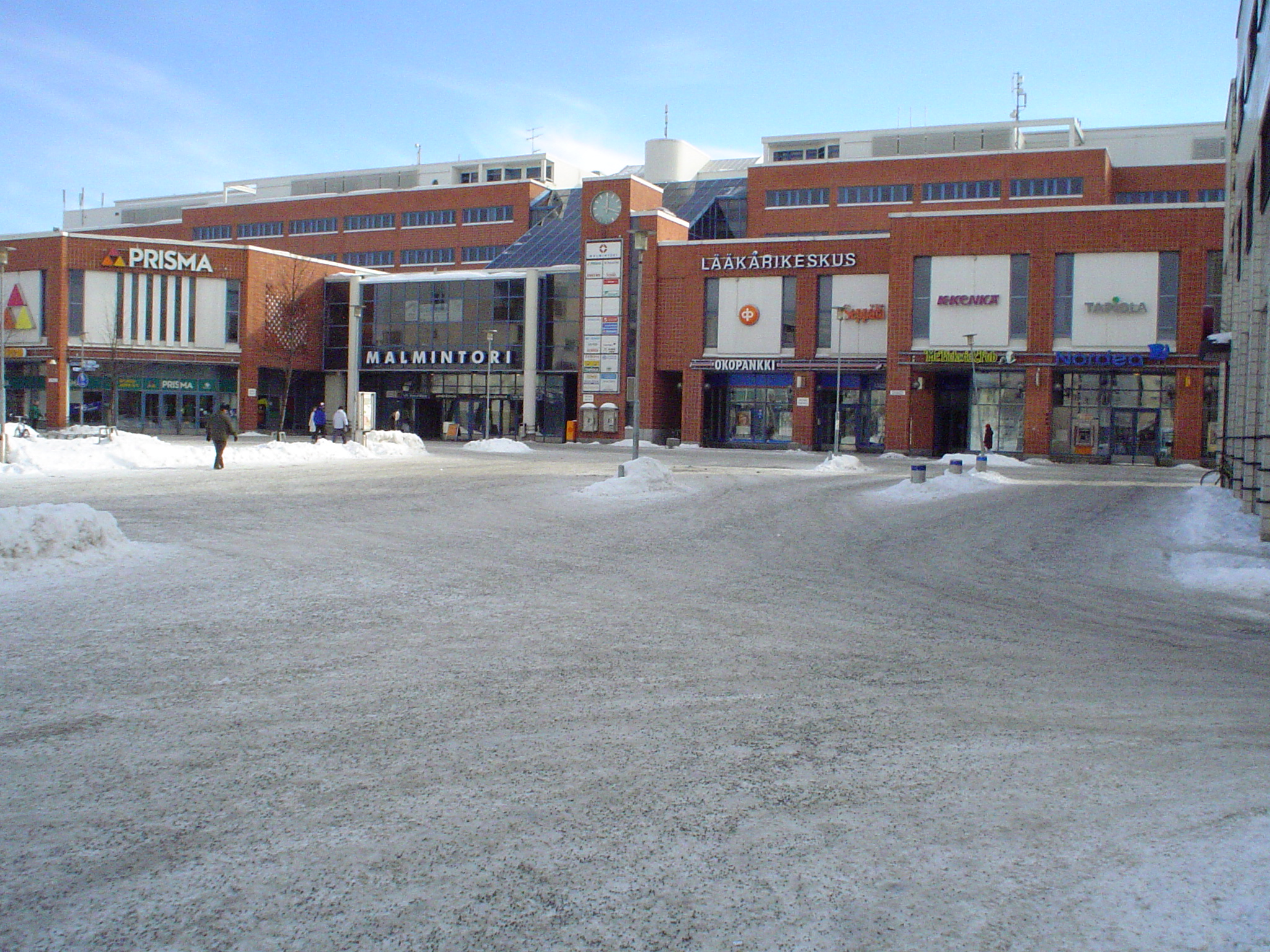
Malms köpcentrum

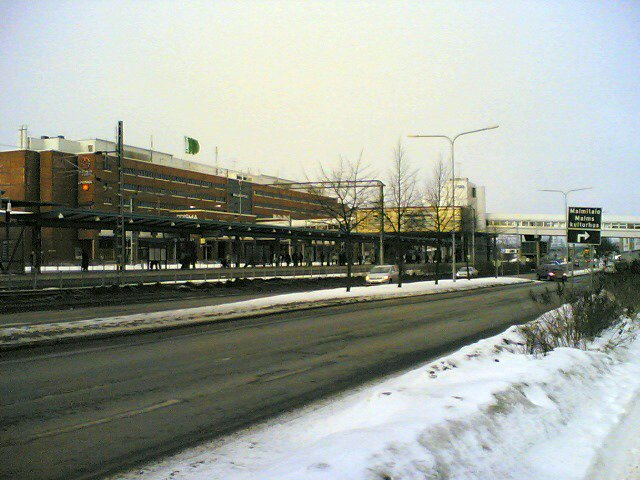
Malms station